# Chioma Onyekwere
Chioma Onyekwere (née le 20 mars 1994) est une athlète nigériane, spécialiste du lancer du disque. 

## Biographie
Elle remporte deux médailles de bronze lors des championnats d'Afrique 2016, à Durban, avec les marques de 53,91 m au disque et 15,71 m au poids.
Elle devient championne d'Afrique du disque en 2018.
En 2021 elle bat le record national du lancer du disque, que détenait Chinwe Okoro depuis 2016.
En 2022 elle conserve son titre de championne d'Afrique du disque.
En 2023, Chioma Onyekwere bat le record d'Afrique de la Sud-Africaine Elizna Naudé lors d'un meeting dans l'Oklahoma. Qualifiée aux championnats du monde, elle échoue en qualifications.
Elle est médaillée de bronze des championnats d'Afrique 2024, faisant partie d'un podium intégralement nigérian.

## Palmarès
| Date | Compétition            | Lieu         | Résultat | Épreuve | Marque  |
| ---- | ---------------------- | ------------ | -------- | ------- | ------- |
| 2016 | Championnats d'Afrique | Durban       | 3e       | Disque  | 53,91 m |
| 2016 | Championnats d'Afrique | Durban       | 3e       | Poids   | 15,71 m |
| 2018 | Championnats d'Afrique | Asaba        | 1re      | Disque  | 58,09 m |
| 2018 | Coupe continentale     | Ostrava      | 7e       | Disque  | 56,68 m |
| 2019 | Jeux africains         | Rabat        | 1re      | Disque  | 59,91 m |
| 2022 | Championnats d'Afrique | Saint-Pierre | 1re      | Disque  | 58,19 m |
| 2022 | Jeux du Commonwealth   | Birmingham   | 1re      | Disque  | 61,70 m |
| 2024 | Jeux africains         | Accra        | 2e       | Disque  | 58,03 m |
| 2024 | Championnats d'Afrique | Douala       | 3e       | Disque  | 57,93 m |

## Records
| Épreuve          | Marque       | Lieu    | Date          |
| ---------------- | ------------ | ------- | ------------- |
| Lancer du disque | 64,96 m (AR) | Ramona  | 15 avril 2023 |
| Lancer du poids  | 16,85 m      | Lincoln | 14 mai 2016   |